# Торнимаје
Торнимаје (ест. Tornimäe) малено је село на западу Естоније. Налази се на крајњем истоку острва Сареме и административни је центар општине Појде у округу Сарема. 
Према подацима са пописа становништва 2011. у селу је живело свега 69 становника.